# Liste vaticane de films importants
La liste de films importants (Alcun film importanti) est constituée de 45 films considérés importants par le Saint-Siège. Elle fut établie le 17 mars 1995 à l'occasion du centième anniversaire du cinéma. Une commission de douze critiques de cinéma internationaux fut constituée par John Patrick Foley pour choisir les films selon trois catégories : les valeurs religieuse, morale ou artistique. Le cardinal Foley a souligné que cette liste n'est pas canonique et qu'il y a aussi d'autres films, peut-être tout aussi remarquables, non cités.

## Histoire
Le 17 mars 1995, le pape Jean-Paul II a demandé à l'Assemblée plénière du Conseil pontifical pour les communications sociales de célébrer le centenaire du cinéma. Le pape a déclaré que, depuis les premiers films créés par les frères Lumière en 1895, le cinéma avait un impact profond sur le développement des relations et des préférences humaines, il avait une capacité merveilleuse à influencer l'opinion publique et la culture, quelles que soient les frontières sociales et politiques. Le pape a également noté que beaucoup de chefs-d’œuvre cinématographiques avaient été créés pendant les cent premières années du cinéma.
Plus tard cette année-là, ce même Conseil pontifical a élaboré et présenté une liste de quarante-cinq films, connue sous le nom de liste de films du Vatican. La liste a été dressée par une commission internationale composée de douze critiques et historiens du cinéma, avalisée par le président du Conseil pontifical, l'archevêque John Patrick Foley. Cette liste était destinée à présenter aux catholiques les plus grandes réalisations du cinéma mondial, et comprend trois catégories, "Religion", "Valeurs morales" et "Art", avec chacune 15 films qui, selon les auteurs de la liste, s'expriment le mieux dans ces trois catégories.
La sortie de cette liste provoque certaines polémiques, notamment auprès des réalisateurs qui en sont exclus, comme Franco Zeffirelli. Elle contient aussi plusieurs artistes ayant eu un rapport controversé à la religion, comme le marxiste revendiqué Pier Paolo Pasolini.
Dans les années 2010, cette liste est encore régulièrement citée comme référence dans la presse catholique,.

## Catégorie: Religion
- 1903 : La Vie et la Passion de Jésus-Christ, France, Ferdinand Zecca et Lucien Nonguet
- 1928 : La Passion de Jeanne d'Arc, France, Carl Theodor Dreyer
- 1947 : Monsieur Vincent, France, Maurice Cloche
- 1950 : Les Onze Fioretti de François d'Assise, Italie, Roberto Rossellini
- 1955 : La Parole (Ordet), Danemark, Carl Theodor Dreyer
- 1959 : Nazarín, Mexique, Luis Buñuel
- 1959 : Ben-Hur, États-Unis, de William Wyler
- 1964 : L'Évangile selon saint Matthieu, Italie, Pier Paolo Pasolini
- 1966 : Un homme pour l'éternité, Royaume-Uni, Fred Zinnemann
- 1969 : Andreï Roublev, Union soviétique, Andreï Tarkovski
- 1986 : Mission, Royaume-Uni, Roland Joffé
- 1986 : Le Sacrifice, Suède, Andreï Tarkovski
- 1986 : Thérèse, France, Alain Cavalier
- 1987 : Le Festin de Babette, Danemark, Gabriel Axel
- 1989 : Francesco, Italie, Liliana Cavani

## Catégorie: Morale
- 1916 : Intolérance, États-Unis, D. W. Griffith
- 1945 : Rome, ville ouverte, Italie, Roberto Rossellini
- 1946 : La vie est belle, États-Unis, Frank Capra
- 1948 : Le Voleur de bicyclette, Italie, Vittorio De Sica
- 1954 : Sur les quais, États-Unis, Elia Kazan
- 1956 : La Harpe de Birmanie, Japon, Kon Ichikawa
- 1957 : Le Septième Sceau, Suède, Ingmar Bergman
- 1957 : Les Fraises sauvages, Suède, Ingmar Bergman
- 1975 : Dersou Ouzala, Japon/Union Soviétique, Akira Kurosawa
- 1978 : L'Arbre aux sabots, Italie, Ermanno Olmi
- 1981 : Les Chariots de feu, Royaume-Uni, Hugh Hudson
- 1982 : Gandhi, Grande-Bretagne/Inde, Richard Attenborough
- 1987 : Au revoir les enfants, France, Louis Malle
- 1988-1989 : le Décalogue (série de films), Pologne, Krzysztof Kieślowski
- 1993 : la Liste de Schindler, États-Unis, Steven Spielberg

## Catégorie: Art
- 1922 : Nosferatu le vampire, Allemagne, Friedrich Wilhelm Murnau
- 1927 : Metropolis, Allemagne, Fritz Lang
- 1927 : Napoléon, France, Abel Gance
- 1933 : Les Quatre Filles du docteur March, États-Unis, George Cukor
- 1936 : Les Temps modernes, États-Unis, Charlie Chaplin
- 1937 : La Grande Illusion, France, Jean Renoir
- 1939 : Le Magicien d'Oz, États-Unis, Victor Fleming
- 1939 : La Chevauchée fantastique, États-Unis, John Ford
- 1940 : Fantasia, États-Unis, de Walt Disney
- 1941 : Citizen Kane, États-Unis, de Orson Welles
- 1951 : De l'or en barre, Royaume-Uni, Charles Crichton
- 1954 : La strada, Italie, Federico Fellini
- 1963 : Huit et demi, Italie, Federico Fellini
- 1963 : Le Guépard, Italie, de Luchino Visconti
- 1968 : 2001: l'Odyssée de l'espace, Royaume-Uni/États-Unis, Stanley Kubrick